# 坎顿 (北达科他州)
坎顿（英語：Canton City），是美国北达科他州下属的一座城市。根据2010年美国人口普查，该市有人口45人。